# Eustache Picot
Eustache Picot   (bisbat d'Évreux, c. 1575 - 26 de juny de 1651) fou un clergue francès a més de músic i compositor de l'època barroca.
Picot va treballar com a "clerc de maîtrise" (ajudant del mestre) a la catedral d'Evreux. El 1592 es va convertir en membre del "puy de musique" d'Evreux. De 1601 a 1604 va treballar com a "maître de musique" a la catedral de Rouen. El 1620 Picot va ser nomenat canonge a la Sainte-Chapelle de París i després canonge a St. Hilaire a Poitiers. Des del 1626 fou abat del monestir Cercamp a Artois, el 1627 del monestir Chalivoy a la diòcesi de Bourges i des del 1639 de St. Bertault Chaumont a la diòcesi de Reims.
El 1638 va rebre el càrrec de compositor de la Sainte-Chapelle a París, que havia quedat vacant a causa de la mort del seu predecessor Nicolas Formé. El 1641/1642 va establir allà el costum d'una processó de Setmana Santa, durant la qual només havien de cantar-se cants composts per ell. Aquest costum es va viure fins a la revolució. El 1650 va establir un costum similar a Evreux. Segons la voluntat de Picot, totes les seves composicions haurien de passar al seu successor a la "Sainte Chapelle", Eustache Benault. Tot i això, aquestes composicions no ens han arribat als nostres dies.